# Кукушин, Вадим Сергеевич
Вадим Сергеевич Кукушин (род. 24.02.1939, Таганрог) — российский учёный, профессор педагогики.

## Биография
В 1956 году окончил СШ № 23 в Таганроге.
Окончил гидротехнический факультет Новочеркасского инженерно-мелиоративного института (1961) по специальности «Гидромелиорация», инженер-гидротехник. Также окончил архитектурный факультет Ростовского архитектурного института (1989) по специальности «Архитектура жилых и общественных зданий», архитектор, и Ростовский пединститут (1991) по специальности «Теория и методика педагогики».
Учился в очной аспирантуре. Работал в Волгоградском сельхозинституте, где защитил диссертацию (1965), Ростовском институте повышения квалификации учителей, в вузах Новочеркасска, Краснодара. В 1972—1981 гг. работал в РИСИ. В 1989—1993 гг. работал на факультете социальной педагогики ТГПИ, после был профессором ТГПИ, а также профессором кафедры психологии и валеологии Таганрогского филиала Всемирного технологического университета и профессором кафедры инженерной педагогики Новочеркасской государственной мелиоративной академии. Ныне с 2012 г. проф. каф. архитектуры Академия строительства и архитектуры Донского государственного технического университета. Член консультативного совета Международной федерации образования (1997). Член редакционного совета издания «Таганрог. Энциклопедия».
Кандидат технических наук, доцент по экономике, профессор инженерной педагогики. Академик Международной академии экологии и природопользования (1998) и Академии педагогических и социальных наук (2002). Посол мира (2005), «Почётный ковчеговец» Шахтинского городского культурного центра «Ковчег».
Являлся главным архитектором гидропарков Новочеркасска и г. Пролетарска; а также Национального парка в Башкортостане и благоустройства набережной в городе-заповеднике Угличе и др..
За проект гидропарка в Новочеркасске В. С. Кукушин и его дипломники были награждены серебряными медалями ВДНХ СССР. Одна из его выпускниц в 1996 году удостоена золотой медалью за лучшую магистерскую работу в России.
Лауреат литературной премии «Город у моря» к 300-летию Таганрога (1998), лауреат архитектурного конкурса «Южная столица» (2002), лауреат Всероссийских конкурсов «Лучший учебник» (2005, 2006, 2007, 2010), лауреат Международной VIP-премии «Бенефис» (2008, 2009, 2010, 2011).

## Научные труды
Автор более 700 публикаций, в том числе более ста учебников и учебных пособий.
- Коррекционная педагогика : учебное пособие [печатный текст] / Зайцева, И. А., Автор; Кукушин, Вадим Сергеевич, Автор; Ларин, Г.Г., Автор; Румега, Н.А., Автор; Шатохина, В. И., Автор. — Ростов на Дону : Издательский центр «МарТ», 2002. — 302 с: ил. — (Педагогическое образование). — Прилож.: с. 237—281. — Тезаурус с. 282—290. — Библиогр.: с. 291—297. — 5000 экз. — ISBN 5-241-00125-5 : (в пер.):
- Дидактика : (теория обучения): учебное пособие [печатный текст] / Кукушин, Вадим Сергеевич, Автор; Буланова-Топоркова, Мария Валерьяновна, Рецензент; Цатурова, Ирина Андреевна, Рецензент; Тарасова, М. Ф., Редактор. — Издание 2-е, переработанное и дополненное. — Ростов на Дону : Издательский центр «МарТ» ; Ростов на Дону : Феникс, 2010. — 366, [4] с.: ил.; 22 см. — (Педагогическое образование). — Библиографический список: с. 359—367. — 3000 экземпляров. — ISBN 978-5-241-00983-8 : (в переплёте)